# Copa Korać 1986-87
La Copa Korać 1986-87 fue la decimosexta edición de la Copa Korać, competición creada por la FIBA para equipos europeos que no disputaran ni la Copa de Europa ni la Recopa. Participaron 42 equipos, tres menos que en la edición anterior. El campeón fue el F.C. Barcelona, que lograba su primer título, derrotando en la final al equipo francés del Limoges.

## Primera ronda
| Equipo 1                  | Agr.    | Equipo 2              | Ida     | Vuelta |
| ------------------------- | ------- | --------------------- | ------- | ------ |
| Karşıyaka                 | 161–160 | Renault Gent          | 87–68   | 74–92  |
| Sanjoanense               | 102–185 | Maccabi Brussels      | 54–93   | 48–92  |
| Elitzur Netanya           | 246–106 | Keravnos              | 139–54  | 107–52 |
| Vevey                     | 195–225 | Gin MG Sarria         | 98–106  | 97-119 |
| Videoton                  | 175–165 | Çukurova Üniversitesi | 93–75   | 82-90  |
| CEPF                      | 182–203 | Jugoplastika          | 104–103 | 78-100 |
| Uudenkaupungin Urheilijat | 193–158 | Charlottenburg        | 100–72  | 93-86  |
| CSKA Sofia                | 162–172 | PAOK                  | 85–83   | 77-89  |
| Portsmouth                | 158–165 | Šibenka               | 96–76   | 62-89  |
| Athleta Juvenis           | 87–166  | Avignon               | 35–83   | 52-83  |
| Contern                   | 131–209 | Assubel Mariembourg   | 67–107  | 64-102 |
| AEL                       | 158–238 | Panionios             | 74–122  | 84-116 |
| Apollon Patras            | 151–205 | Hapoel Tel Aviv       | 71–88   | 80-117 |

## Segunda ronda
| Equipo 1                  | Agr.    | Equipo 2          | Ida     | Vuelta |
| ------------------------- | ------- | ----------------- | ------- | ------ |
| Karşıyaka                 | 153–167 | Budućnost         | 71–82   | 82–85  |
| Maccabi Brussels          | 194–198 | CAI Zaragoza      | 112–91  | 82–107 |
| Elitzur Netanya           | 171–179 | Arexons Cantù     | 85–91   | 86–88  |
| Gin MG Sarria             | 205–208 | Olympique Antibes | 113–100 | 92-108 |
| Videoton                  | 132–198 | Challans          | 77–107  | 55-91  |
| Fribourg Olympic          | 146–239 | Jugoplastika      | 81–119  | 65-120 |
| Uudenkaupungin Urheilijat | 149–187 | Spartak Leningrad | 80–90   | 69-97  |
| PAOK                      | 154–159 | Partizan          | 79–69   | 75-90  |
| ZTE                       | 165–210 | Šibenka           | 84–96   | 81-114 |
| Avignon                   | 160–174 | Estudiantes       | 74–86   | 86-88  |
| Assubel Mariembourg       | 198–144 | Olympiacos        | 95–70   | 103-74 |
| Panionios                 | 137–169 | Berloni Torino    | 66–70   | 71-99  |
| Hapoel Tel Aviv           | 167–197 | Divarese Varese   | 92–85   | 75-112 |

Clasificados automáticamente para cuartos de final
- Mobilgirgi Caserta
- F.C. Barcelona
- Limoges

## Cuartos de final
Los cuartos de final se jugaron dividiendo los 16 equipos clasificados en cuatro grupos con un sistema de todos contra todos.
|  | El primer clasificado avanza a semifinales |

|    | Equipo            | PJ | Pts | G | P | PF  | PC  | Dif. |
| -- | ----------------- | -- | --- | - | - | --- | --- | ---- |
| 1. | Limoges           | 6  | 11  | 5 | 1 | 593 | 522 | +71  |
| 2. | Arexons Cantù     | 6  | 10  | 4 | 2 | 546 | 516 | +30  |
| 3. | Spartak Leningrad | 6  | 9   | 3 | 3 | 489 | 510 | -21  |
| 4. | Šibenka           | 6  | 6   | 0 | 6 | 521 | 601 | -80  |

|    | Equipo            | PJ | Pts | G | P | PF  | PC  | Dif. |
| -- | ----------------- | -- | --- | - | - | --- | --- | ---- |
| 1. | F.C. Barcelona    | 6  | 10  | 4 | 2 | 555 | 468 | +87  |
| 2. | Divarese Varese   | 6  | 9   | 3 | 3 | 525 | 507 | +18  |
| 3. | Olympique Antibes | 6  | 9   | 3 | 3 | 533 | 567 | -34  |
| 4. | Jugoplastika      | 6  | 8   | 2 | 4 | 493 | 564 | -71  |

|    | Equipo              | PJ | Pts | G | P | PF  | PC  | Dif. |
| -- | ------------------- | -- | --- | - | - | --- | --- | ---- |
| 1. | CAI Zaragoza        | 6  | 10  | 4 | 2 | 542 | 520 | +22  |
| 2. | Partizan            | 6  | 10  | 4 | 2 | 590 | 561 | +29  |
| 3. | Berloni Torino      | 6  | 8   | 2 | 4 | 528 | 531 | -3   |
| 4. | Assubel Mariembourg | 6  | 8   | 2 | 4 | 504 | 552 | -48  |

|    | Equipo             | PJ | Pts | G | P | PF  | PC  | Dif. |
| -- | ------------------ | -- | --- | - | - | --- | --- | ---- |
| 1. | Mobilgirgi Caserta | 6  | 12  | 6 | 0 | 570 | 527 | +43  |
| 2. | Estudiantes        | 6  | 9   | 3 | 3 | 614 | 595 | +19  |
| 3. | Challans           | 6  | 8   | 2 | 4 | 539 | 544 | -5   |
| 4. | Budućnost          | 6  | 7   | 1 | 5 | 537 | 594 | -57  |

## Semifinales
| Equipo 1           | Agr.    | Equipo 2       | Ida   | Vuelta |
| ------------------ | ------- | -------------- | ----- | ------ |
| CAI Zaragoza       | 167–189 | Limoges        | 76–85 | 91–104 |
| Mobilgirgi Caserta | 184–200 | F.C. Barcelona | 96–87 | 88–113 |

## Final
| Equipo 1       | Agr.    | Equipo 2 | Ida    | Vuelta |
| -------------- | ------- | -------- | ------ | ------ |
| F.C. Barcelona | 203–171 | Limoges  | 106–85 | 97–86  |

| 18 de marzo de 1987 | FC Barcelona                                                          | 106–85               | Limoges                                                        | |  |
|                     | Parciales: 66-39, 40-46                                               |                      |                                                                | |  |
|                     | Estadísticas Wallace Bryant, 28 Wallace Bryant, 14 Nacho Solozábal, 5 | Reporte Pts Reb Asts | Estadísticas Clarence Kea, 21 Clarence Kea, 9 Paul Thompson, 2 | Pabellón: Palau Blaugrana, Barcelona Asistencia: 5.500 espectadores Árbitros: Lubomir Kotleba (HUN), Zoran Grbac (YUG) |  |

| 25 de marzo de 1987 | Limoges                                                                   | 86–97                | FC Barcelona                                        | |  |
|                     | Parciales: 39-44, 47-53                                                   |                      |                                                     | |  |
|                     | Estadísticas Stéphane Ostrowski, 30 Clarence Kea, 9 Stéphane Ostrowski, 2 | Reporte Pts Reb Asts | Estadísticas Epi, 29 Steve Trumbo, 10 Quim Costa, 5 | Pabellón: Palais des Sports de Beaublanc, Limoges Asistencia: 8.000 espectadores Árbitros: Kostas Rigas (GRE), Mikhail Davidov (URS) |  |

| Campeón de la Copa Korać 1986–87 |
| -------------------------------- |
| FC Barcelona 1.er título         |